# Peter Kürsteiner
Peter Kürsteiner (* 18. Mai 1968 in Frankfurt am Main) ist ein deutscher Autor, Innovationstrainer und Gedächtnistrainer.

## Leben
Nach der Ausbildung zum Diplom-Ingenieur für Maschinenbau und Solartechnik machte sich Peter Kürsteiner 1991 als Seminarleiter und Coach selbständig. Er leitet seit 1999 eine Unternehmensberatung als Geschäftsführer und publizierte bislang 7 Fachbücher und ein Lernspiel. Kürsteiner ist Gründer eines der größten deutschen Denksportportale.

## Werke
Bücher
- Gedächtnistraining. Mehr merken mit Mnemotechnik· Grundlagen der Gedächtniskunst, Redline Verlag, Heidelberg 2007, ISBN 978-3-636-01539-6
- 100 Tipps & Tricks für Overhead- und Beamerpräsentationen, Beltz Verlag 2006, ISBN 978-3-407-36443-2
- 100 Tipps & Tricks für Reden, Vorträge und Präsentationen: Mit Checklisten als Download, Beltz Verlag 2010, ISBN 978-3-407-36473-9
- Allgemeinwissen für immer merken: Die ultimative Methode des Gedächtniscoachs, Piper Verlag 2012, ISBN 978-3-492-30080-3
- 8 Jahre Fieber: Ein Buch von Mut und Hoffnung, Genuin Verlag 2014, ISBN 978-3-9816689-0-2